# فهرست فرودگاه‌های نیوجرسی
این فهرست شامل فهرست فرودگاه‌های نیوجرسی است که براساس گروه، نوع و مکان آن‌ها مرتب شده‌اند. نیوجرسی یکی از ایالات آمریکا است.

## فرودگاه‌ها
این فهرست شامل اطلاعات زیر می‌باشد:
- شهر خدمت‌رسانی - شهری که عموماً به فرودگاه نسبت داده می‌شود و به آن نام در اداره هوانوردی فدرال ثبت شده‌است. این شهر همیشه مکان واقعی فرودگاه نیست چراکه برخی از این فرودگاه‌ها در شهرک‌هایی خارج از شهر اصلی خدمت‌رسانی خود واقع شده‌اند. این فهرست، همهٔ شهرهای سرویس داده شده را دربر نمی‌گیرد. این شهرها را می‌توان در نوشتار مربوط به هر فرودگاه یافت.
- FAA - شناسه موقعیت فرودگاه بر پایه اطلاعات اداره هوانوردی فدرال (FAA).
- IATA - شماره اختصاص‌داده‌شده به فرودگاه توسط انجمن بین‌المللی حمل و نقل هوایی (IATA). مواردی که این شناسه با شناسه مورد استفادهٔ اداره هوانوردی فدرال هماهنگ نیستند پررنگ شده‌اند.
- ICAO - نشان‌گر موقعیت اختصاص‌داده‌شده توسط سازمان بین‌المللی هوانوردی غیرنظامی (ایکائو).
- نام فرودگاه - نام رسمی فرودگاه. مواردی که به صورت پررنگ نشان داده شده‌اند بیانگر این هستند که فرودگاه برای شرکت‌های هواپیمایی تجاری، خدمات زمان‌بندی‌شده ارائه می‌کند.
- کاربری (Role) - یکی از موارد چهارگانه دسته‌بندی فرودگاهی اداره هوانوردی فدرال، که طبق گزارش ارائه‌شده در طرح ملی سامانه‌های فرودگاهی یک‌پارچه (NPIAS)، بین سال‌های ۲۰۰۹-۲۰۱۳ شامل موارد زیر است:
  - P: خدمات تجاری - دست‌اول (Primary) که شامل فرودگاه‌های دولتی‌ای است که خدمات مسافربری منظم ارائه می‌کنند و سالانه به بیش از ۱۰ هزار مسافر خدمات می‌دهند.

فرودگاه‌های دست‌اول توسط اداره هوانوردی فدرال به مراکز اصلی زیر طبقه‌بندی شده‌اند:
- -     - L: مرکز بزرگ که ۱% از کل مسافرت‌های هوایی ایالات متحده آمریکا (در طی یک سال) را دربرمی‌گیرد.
    - M: مرکز متوسط که برای ۰٫۲۵% از کل مسافرت‌های هوایی ایالات متحده آمریکا (در طی یک سال) در نظر گرفته شده‌است.
    - S: مرکز کوچک که برای ۰٫۰۵% تا ۰٫۲۵% از کل مسافرت‌های هوایی ایالات متحده آمریکا (در طی یک سال) در نظر گرفته شده‌است.
    - N: مرکز نیست که برای کمتر از ۰٫۰۵% از کل مسافرت‌های هوایی ایالات متحده آمریکا (در طی یک سال) در نظر گرفته شده‌است.

  - CS: خدمات تجاری - غیر دست‌اول که شامل فرودگاه‌های دولتی‌ای است که سالیانه حداقل به ۲۵۰۰ مسافر خدمات می‌دهند.
  - R: فرودگاه‌های کمکی که توسط اداره هوانوردی فدرال برای کاهش فشار بر فرودگاه‌های بزرگ و نیز افزایش دسترسی جامعه به خدمات هوایی ایجاد شده‌اند.
  - GA: فرودگاه‌های اختصاص یافته به هوانوردی عمومی، که بیشترین تعداد از فرودگاه‌های آمریکا را دربر می‌گیرند.
- Enpl - تعداد مسافرت‌های انجام شده در فرودگاه در طی سال ۲۰۰۸ (بر اساس آمار اداره هوانوردی فدرال)
- Airspace - دستهٔ (کلاس) حریم هوایی درنظرگرفته‌شده برای آن فرودگاه.(مقادیر داده‌شده در پرانتز بیانگر این هستند که فرودگاه در حریم هوایی یک فرودگاه دیگر واقع شده‌است و نیز آن حریم هوایی را نشان می‌دهند) به‌طور کلی، فرودگاه‌های دستهٔ B شلوغ‌ترین فرودگاه‌ها هستند و بعد از آن‌ها به ترتیب دسته‌های C، D، E و G قرار دارند.

| شهر                                  | شناسه موقعیت | یاتا | ایکائو | نام فرودگاه                                                    | کاربری | مسافر در سال |
| ------------------------------------ | ------------ | ---- | ------ | -------------------------------------------------------------- | ------ | ------------ |
|                                      |              |      |        | Commercial service – primary airports                          |        |              |
| آتلانتیک سیتی، نیوجرسی               | ACY          | ACY  | KACY   | فرودگاه بین‌المللی اتلنتیک سیتی                                 | P-S    | ۶۶۹٬۴۷۰      |
| نیوآرک                               | EWR          | EWR  | KEWR   | فرودگاه بین‌المللی لیبرتی نیوآرک                                | P-L    | ۱۶٬۵۷۱٬۷۵۴   |
|                                      |              |      |        | Reliever airports                                              |        |              |
| بلمار، نیوجرسی / فارمینگدیل، نیوجرسی | BLM          | BLM  | KBLM   | فرودگاه مانموث اگزکیوتیو (was Allaire Airport)                 | R      | ۶۸           |
| کیلدول، نیوجرسی                      | CDW          | CDW  | KCDW   | فرودگاه شهرستان اسکس                                           | R      | ۱۴           |
| لینکلن پارک، نیوجرسی                 | N07          |      |        | فرودگاه پارک لینکولن                                           | R      |              |
| لیندن، نیوجرسی                       | LDJ          | LDJ  | KLDJ   | فرودگاه لیندن                                                  | R      | ۸            |
| منویل، نیوجرسی                       | 47N          | JVI  |        | فرودگاه منطقه‌ای سنترال جرزی                                    | R      |              |
| موریستاون، نیوجرسی                   | MMU          | MMU  | KMMU   | فرودگاه شهری مریستاون                                          | R      | ۷۲۹          |
| موونت هالی، نیوجرسی                  | VAY          | LLY  | KVAY   | فرودگاه محلی سوت جرسی                                          | R      |              |
| Princeton / راکی هیل، نیوجرسی        | 39N          | PCT  |        | فرودگاه پرینستن، نیوجرسی                                       | R      | ۶            |
| ریدینگتون، نیوجرسی                   | N51          |      |        | فرودگاه سولبرگ-هانترداون                                       | R      |              |
| راببینسویل، نیوجرسی                  | N87          |      |        | فرودگاه ترنتون-رابینزویل                                       | R      | ۲            |
| سومرویل، نیوجرسی                     | SMQ          |      | KSMQ   | فرودگاه سامرست (نیوجرسی)                                       | R      | ۹            |
| ساسکس، نیوجرسی                       | FWN          |      | KFWN   | فرودگاه ساسکس (نیوجرسی)                                        | R      |              |
| تتربورو، نیوجرسی                     | TEB          | TEB  | KTEB   | فرودگاه تیتربورو                                               | R      | ۶٬۷۲۵        |
|                                      |              |      |        | General aviation airports                                      |        |              |
| هامونتن، نیوجرسی                     | N81          |      |        | فرودگاه شهری همنتون                                            | GA     |              |
| لیکوود، نیوجرسی                      | N12          |      |        | فرودگاه لیکوود                                                 | GA     |              |
| میلویل، نیوجرسی                      | MIV          | MIV  | KMIV   | فرودگاه شهری میلویل                                            | GA     | ۶            |
| اوشن سیتی، نیوجرسی                   | 26N          |      |        | فرودگاه اوشن نیوجرسی سیتی                                      | GA     | ۲            |
| تامز ریور، نیوجرسی                   | MJX          | MJX  | KMJX   | فرودگاه رابرت جی. میلر                                         | GA     |              |
| ترنتون                               | TTN          | TTN  | KTTN   | فرودگاه ترنتون-مرسر                                            | GA     | ۸۵۳          |
| میلفورد غربی، نیوجرسی                | 4N1          |      |        | فرودگاه گرینوود لیک                                            | GA     |              |
| ویلدوود، نیوجرسی                     | WWD          | WWD  | KWWD   | فرودگاه کیپ می (Cape May County Airport)                       | GA     | ۱۳           |
| وودبین، نیوجرسی                      | OBI          |      | KOBI   | فرودگاه شهری وودباین (نیوجرسی)                                 | GA     |              |
|                                      |              |      |        | Other public-use airports (not listed in NPIAS)                |        |              |
| Andover                              | 12N          |      |        | فرودگاه اروفلکس-اندوور (Aeroflex-Andover Field)                |        |              |
| Andover                              | 13N          |      |        | فرودگاه ترینکا                                                 |        |              |
| برلین، نیوجرسی                       | 19N          |      |        | فرودگاه کمدن کانتی                                             |        | ۱            |
| بلایرستاون، نیوجرسی                  | 1N7          |      |        | فرودگاه بلیرزتاون                                              |        |              |
| بریجتون، نیوجرسی                     | 00N          |      |        | فرودگاه باکس                                                   |        |              |
| Cross Keys                           | 17N          |      |        | فرودگاه کراس کیز                                               |        |              |
| هاکتستاون، نیوجرسی                   | N05          |      |        | فرودگاه هاکتستاون                                              |        |              |
| Jobstown                             | 2N6          |      |        | فرودگاه ردوینگ                                                 |        |              |
| لیتل فری، نیوجرسی                    | 2N7          |      |        | پایگاه آب‌نشین لیتل فری                                         |        |              |
| لامبرتون، نیوجرسی                    | N14          |      |        | فرودگاه فلایینگ دابلیو                                         |        |              |
| نیوتون، نیوجرسی                      | 3N5          |      |        | فرودگاه نیوتاون، نیوجرسی                                       |        |              |
| اولدبریج، نیوجرسی                    | 3N6          |      |        | فرودگاه اولد بریج                                              |        |              |
| Pedricktown                          | 7N7          |      |        | فرودگاه سوپرمرین اسپیت‌فایر (was Old Mans Airport)              |        |              |
| Pittstown                            | N85          |      |        | فرودگاه الکساندارا (نیوجرسی) (Alexandria Field)                |        |              |
| Pittstown                            | N40          |      |        | فرودگاه اسکای مینر (نیوجرسی)                                   |        |              |
| Vincentown                           | N73          |      |        | فرودگاه رد لاین                                                |        |              |
| وینلند، نیوجرسی                      | 29N          |      |        | فرودگاه کرویلینگر                                              |        |              |
| وینلند، نیوجرسی                      | 28N          |      |        | فرودگاه وینلند-داونستاون                                       |        |              |
| West Creek                           | 31E          |      |        | فرودگاه ایگل نست (نیوجرسی)                                     |        | ۲            |
| Williamstown                         | C01          |      |        | فرودگاه چلیپا                                                  |        |              |
|                                      |              |      |        | Other military airports                                        |        |              |
| لیکهورست، نیوجرسی                    | NEL          | NEL  | KNEL   | NAES Lakehurst (Maxfield Field)                                |        |              |
| رایتستاون، نیوجرسی                   | WRI          | WRI  | KWRI   | پایگاه نیروی هوایی مک‌گوار                                      |        | ۹٬۸۵۱        |
|                                      |              |      |        | Notable private-use airports                                   |        |              |
| فلمینگتون، نیوجرسی                   | NJ29         |      |        | فرودگاه صحرایی برادفورد (نیوجرسی)                              |        |              |
| Pemberton                            | 3NJ1         |      |        | فرودگاه پمبرتون، نیوجرسی (public-use until 2006, was FAA: 3N7) |        |              |
|                                      |              |      |        | Notable former airports                                        |        |              |
| اسبوری پارک، نیوجرسی                 | ARX          |      |        | Asbury Park Neptune Airport (closed 1977)                      |        |              |
| آتلانتیک سیتی، نیوجرسی               | AIY          | AIY  | KAIY   | فرودگاه صحرایی بادر (Bader Field) (closed 2006)                |        |              |
| بریجتون، نیوجرسی                     | N50          |      |        | فرودگاه لی گالزی (Li Calzi Airpark) (closed 2011?)             |        |              |
| ماتاوان، نیوجرسی                     | 2N8          |      |        | Marlboro Airport (closed 2002)                                 |        |              |
| پنینگتون، نیوجرسی                    | N75          |      |        | فرودگاه توئین پاین (closed 2008)                               |        |              |
| Princeton                            | N21          |      |        | Forrestal Airport (closed 1989?)                               |        |              |
| وینلند، نیوجرسی                      | 25N          |      |        | Rudy's Airport (closed 2005)                                   |        |              |
| Williamstown                         | 80N          |      |        | Piney Hollow Airfield (closed)                                 |        |              |